# Памятная медаль «XXII Олимпийские зимние игры и XI Паралимпийские зимние игры 2014 года в г. Сочи»
Памятная медаль «XXII Олимпийские зимние игры и XI Паралимпийские зимние игры 2014 года в г. Сочи» — медаль учреждена 22 мая 2014 года Президентом Российской Федерации Владимиром Владимировичем Путиным.

## Положение о медали
Памятная медаль вручается гражданам и организациям Российской Федерации, а также гражданам и организациям иностранных государств, внёсших значительный вклад в подготовку и проведение XXII Олимпийских зимних игр и XI Паралимпийских зимних игр 2014 года в г. Сочи.
Вручение памятной медали производится от имени Президента Российской Федерации.
К памятной медали прилагается грамота.

## Порядок вручения

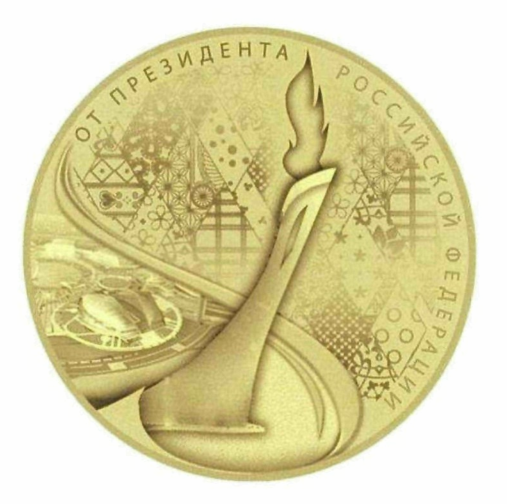
Оборотная сторона

Порядок вручения памятной медали определён Министерством спорта Российской Федерации.
Медаль вручалась только один раз. С инициативой о награждении медалью могли выступать федеральные органы государственной власти, органы исполнительной власти субъектов Российской Федерации в области физической культуры и спорта, организации. Заявки направлялись в Министерство спорта Российской Федерации.
Решение о награждении принимала комиссия Министерства спорта Российской Федерации по вопросам организации вручения памятной медали. Решение комиссии утверждалось приказом Министерства спорта Российской Федерации.
Представление о награждении и рассмотрение вопросов награждения производилось не позднее 31 октября 2014 года.
Медаль вручалась от имени Президента Российской Федерации руководителем федерального органа государственной власти, высшим должностным лицом субъекта Российской Федерации.
Дубликат медали в случае утраты не выдается.

## Описание медали

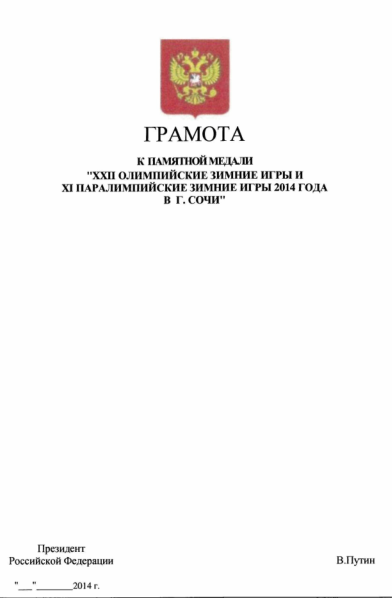
Грамота

Памятная медаль изготавливается из металла жёлтого цвета и имеет форму круга диаметром 60 мм.
На лицевой стороне медали, на фоне рельефного изображения гор,
расположенного в верхней части медали, — надпись по горизонтали:
«sochi.ru», под ней — цифры «2014», рядом с которыми изображены пять олимпийских колец. В нижней части — тень от гор, на фоне которых повторяются надпись «sochi.ru» и цифры «2014», рядом с ними изображены три агитоса — символ паралимпийского движения. По
окружности медали располагаются надписи прямыми буквами: «XXII ОЛИМПИЙСКИЕ ЗИМНИЕ ИГРЫ 2014 ГОДА В ГОРОДЕ СОЧИ» и «XI ПАРАЛИМПИЙСКИЕ ЗИМНИЕ ИГРЫ 2014 ГОДА В ГОРОДЕ СОЧИ».
На оборотной стороне медали — выходящее из её нижней левой части по направлению к верхней правой части изображение чаши олимпийского огня. По окружности медали, в её верхней правой части, — надпись прямыми буквами: «ОТ ПРЕЗИДЕНТА РОССИЙСКОЙ ФЕДЕРАЦИИ». В нижней левой части — изображение олимпийского стадиона «Фишт».
Края медали окаймлены бортиком. Все изображения, надписи и цифры на медали рельефные. Медаль находится в футляре.

## История
На изготовление медали Правительство Российской Федерации выделило 225 млн 852 тысяч рублей.
В числе награждённых — представители правоохранительных органов, Автономной некоммерческой организации «Организационный комитет XXII Олимпийских зимних игр и XI Паралимпийских зимних игр 2014 года в г. Сочи», Олимпийского комитета России, Паралимпийского комитета России, общероссийских и региональных спортивных федераций, органов исполнительной власти субъектов Российской Федерации в области физической культуры и спорта.
Всего было вручено около трех тысяч медалей.